# Фонтанароза, Патрис
Патрис Фонтанароза (фр. Patrice Fontanarosa; род. 4 сентября 1942, Париж) — французский скрипач. Сын художника Люсьена Фонтанарозы. Художницей была также его мать, а брат Рено и сестра Фредерика — соответственно виолончелист и пианистка и на протяжении более чем 20 лет выступали вместе с Патрисом в составе семейного трио. Женат на арфистке Мариэль Нордман.
Окончил Парижскую консерваторию (1959), где его учителями были Лин Таллюэль, Пьер Паскье и Жозеф Кальве. Работал в оркестре Парижской оперы, играл первую скрипку в оркестре «Виртуозы Рима» и Национальном оркестре Франции (1976—1985). Особенную известность принесли Фонтанарозе концертные программы с элементом шоу:

он первым во Франции лет десять назад попробовал срежиссировать классическую программу. «Взял» композиторов шарма (по его собственному выражению) Сарасате, Паганини, Венявского, «подобрал» каждому исполнительский состав, продумал церемонию выхода артистов, нашел для каждого номера своё световое оформление…

Лауреат премии «Виктуар де ля мюзик» (1995) как лучший инструменталист года.